# Quinto Mucio Escévola (cónsul 95 a. C.)
Quinto Mucio Escévola (latín Quintus Mucius Scaevola) (140 a. C.-82 a. C.), hijo de Publio Mucio Escévola (cónsul en 133 a. C. y también Pontífice Máximo), fue un senador y cónsul de la República Romana y una gran autoridad en lo que a legislación se refería. Estableció que el estudio del Derecho romano era una disciplina sistemática. Escévola era hijo y sobrino de hombres que habían sido elegidos pontífices máximos y fue elegido como líder religioso de Roma. Escévola se convirtió también en el primer pontifex maximus en ser asesinado públicamente y además morir en Roma, en el Templo de Vesta; significando una ruptura total de las normas históricas y religiosas de Roma.

## Carrera política
Escévola fue elegido cuestor alrededor del año 108 a. C., tribuno de la plebe en el año 106 a. C., edil curul antes del año 98 a. C., pretor antes del año 97 a. C., cuando ya era gobernador en Asia, y cónsul en 95 a. C. En este último cargo, junto con su cuñado Lucio Licinio Craso como colega consular, presentó una ley, la lex Licinia Mucia de civibus regundis, que se aprobó en el Senado y que denegaba la ciudadanía a todos los ciudadanos que se hubieran inscrito ilegalmente en el censo de los censores Marco Antonio Orator y Valerio Flaco y que además administraba serios castigos como confiscación de bienes, expulsión del lugar de residencia, flagelación, etc. Esta ley fue uno de los principales factores que motivó la guerra Social.
Escévola obtuvo el gobierno proconsular de Asia, y en su puesto luchó duramente contra las tasas de corrupción de los publicanos que cobraban unos impuestos exagerados a los habitantes de la provincia de Asia. Escévola publicó un edicto que sirvió como modelo para muchos gobernadores en cuestiones de administración y gestión del capital. Escévola fue tan querido por los habitantes de Asia que aprobaron un día de celebración en su honor (dies Mucia).
Cuando volvió a Roma obtuvo el cargo de pontífice máximo, y desde este puesto tuvo la oportunidad de regular severamente los colegios de sacerdotes y cuidar de que se preservaran adecuadamente los ritos y tradiciones religiosas de los romanos.
Escévola fue el autor de un tratado de derechos civiles (Jus civile primus constituit generatim in libros decem et octo redigend) que, recogido en dieciocho libros, compilaba y sistematizaba el derecho romano sin precedentes. Escribió un pequeño manual legislativo (Liber Singularis) que contenía un glosario sobre términos que podían dar lugar a equivocación, además contenía los principios básicos de legislación civil. Cuatro pequeñas secciones de este último trabajo fueron recuperadas por Justiniano I en el Digesto, pero no se ha conservado nada del resto de su obra. Intentó aplicar al Ius Civile el método derivado de la dialéctica aristotélica y estoica. Cicerón alabó los discursos de Escévola como un ejemplo de oratoria.
Se cree que fue discípulo del estoico Panecio de Rodas. Entre sus propios discípulos se encuentran Papirio, Lucio Balbo[cita requerida] y Cayo Aquilio Galo, a quién se atribuye la creación de las cláusulas para la institución de descendientes póstumos, así como Cicerón.

## Su asesinato
Escévola fue asesinado en el transcurso de las luchas de poder entre Cayo Mario y Lucio Cornelio Sila. Escévola no se posicionó en el bando de Mario, por ello fue asesinado en el Templo de Vesta en 82 a. C. Su cuerpo fue echado al Tíber.

## Familia
Escévola se casó en dos ocasiones con dos mujeres llamadas Licinia. Se divorció de su primera esposa, una de las más prominentes bellezas de Roma, por su adulterio con otro cónsul. Tuvo una hija, Mucia Tercia, que estuvo casada con Pompeyo el Grande y fue la madre de sus tres hijos. Su nieta Pompeya estuvo casada con Fausto Cornelio Sila, el mayor de los hijos de Lucio Cornelio Sila.